# Зайцев Володимир Миколайович (історик)
Володимир Миколайович Зайцев (8 липня 1913, Чернігів — 25.11.1977 Київ) — український історик, дослідник історії країн Сходу, кандидат історичних наук.

## Життєпис
Народився 8 липня 1913 року в місті Чернігові. Навчався в технікумі річного транспорту, працював матросом і помічником капітана пароплава на Дніпрі. У 1934–1939 роках навчався на історичному факультеті, у 1939–1941 роках — аспірант кафедри новітньої історії Київського державного університету. Учасник німецько-радянської війни. У 1947 році захистив кандидатську дисертацію на тему: «Туреччина в роки Першої світової війни (1914–1918 рр.)». У 1947–1958 роках — викладав історію країн зарубіжного Сходу в Київському державному університеті та Житомирському державному педагогічному інституті.
У 1958–1963 роках — старший науковий редактор «Української радянської енциклопедії». У 1963–1975 роках — старший науковий співробітник відділів історії міст і сіл УРСР, багатотомної «Історії Української РСР», історії капіталізму Інституту історії України АН УРСР. Під його керівництвом написані томи багатотомної «Історії міст і сіл Української РСР» по Житомирській, Кіровоградській, Рівненській і Чернівецькій областям, за що був нагороджений Грамотою Президії Верховної Ради УРСР.
Помер в Києві у 1977 році.

## Основні праці
- Україна кінця XVI — першої половини XVII ст. в описах і мемуарах іноземців // УІЖ. — 1966. — № 8;
- Рабіндранат Тагор. — Київ, 1962;
- Народы Африки в борьбе за свободу и независимость. — Київ, 1959.